# Hølen Station
Hølen Station (Hølen stasjon eller Hølen holdeplass) var en jernbanestation, der lå i byområdet Hølen i Vestby kommune på Østfoldbanens vestre linje i Norge.
Stationen blev oprettet som trinbræt i 1931 og bestod af et spor og en perron af træ med en ventesalsbygning. Stationen blev nedlagt 21. september 1996, da jernbanen blev omlagt mellem Ski og Sandbukta. Den gamle jernbane er efterfølgende blevet fjernet.